# Bad Attitudes
Bad Attitudes (no Brasil: Em busca de confusão; na República Tcheca: Špatné chování; na Romênia: Atitudine negativa) é um filme estadunidense de 1991, do género comédia. É dirigido por Alan Myerson.
Bad Attitudes foi exibido pela primeira vez no canal de televisão americano Fox. O filme não foi mostrado para críticos de televisão nesta ocasião, o que, consideradas as circunstâncias, foi uma boa manobra defensiva: alguns consideraram Bad Attitudes um piloto para a televisão, ou até mesmo um "clone" de Home Alone.

## Sinopse
Um grupo de adolescentes rebeldes viaja clandestinamente em um avião. Dois criminosos, que estão na mesma aeronave, atrapalham o plano deles, envolvendo-os em um sequestro.

## Elenco
- Ellen Blain ... Jenny
- Ralph Bruneau ... Tim Mitchell
- Carlease Burke ... Guarda
- Maryedith Burrell ... Katyana
- Eugene Byrd ... James
- Patrick Culliton ... Líder da segurança
- Ethan Embry ... Cosmo Coningsby
- Jack Evans ...	Dabney Mitchell/Narrador
- Robert Firth ... Phil
- Raymond Forchion ... Cohn
- Richard Gilliland ...	Jurgen
- Meghann Haldeman ...  Angela
- Juanita Jennings ... Mãe de James
- Jack Kehler ... Bane
- Tony Longo
- Francis X. McCarthy ... Hansen
- Jeff Michalski ... Pai de Jenny
- Phil Proctor ... Norman Decker
- Maggie Roswell ... Mãe de Angela
- Alan Shearman	...  Peters